# 新苏维埃人

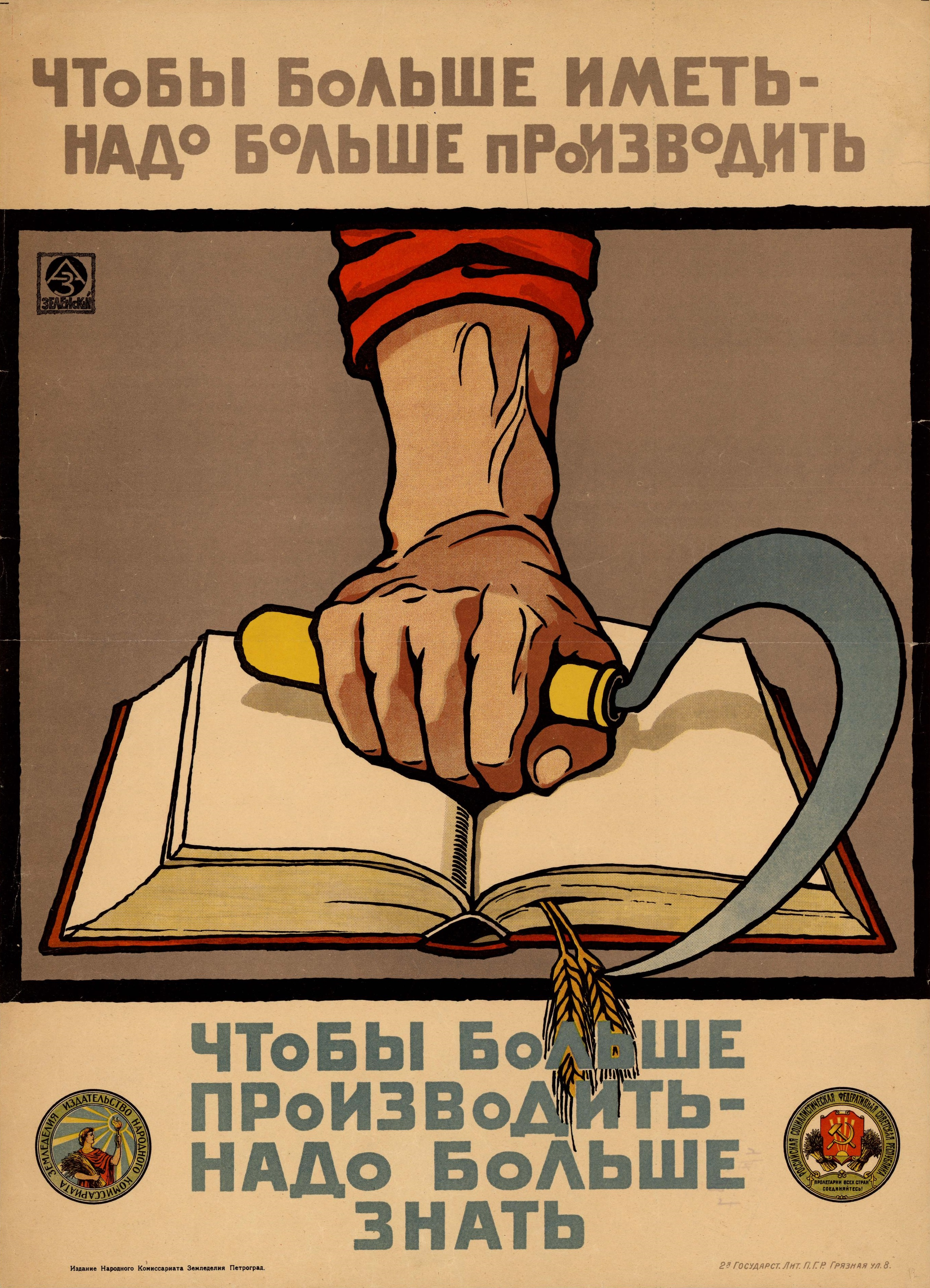
1920年的宣传海报：“为了拥有更多，就必须生产更多。为了生产更多，就必须了解更多。”

新苏维埃人（俄语：новый советский человек）是苏联共产党的意识形态专家们提出的一个概念，指的是一种具有特定品质的人，这些品质据称将在苏联的所有公民中占主导地位，无论国家的文化、民族和语言多样性如何，从而创造出统一的苏联人民和苏联民族。
1924年，列夫·托洛茨基在《文学与革命》一书中提到“共产主义的人”和“未来的人”：“人类将以掌握自己的情感为目标，将本能提升到意识的高度，使之透明，将意志的力量扩展到隐藏的角落，从而将自己提升到一个新的层次，创造出一种更高的社会生物类型，或者可以称之为‘超人’。”